# Japonolirion osense
Japonolirion osense je nevysoká bylina rostoucí v Japonsku, jediný druh monotypického rodu Japonolirion.

## Výskyt
Japonský endemit, který vyrůstá na horských pastvinách, alpských loukách nebo v mokřadech na okrajích horských lesů. Vyskytuje se pouze na třech místech, prvé dvě jsou úbočí hor Mt. Shibutsu (2228 m n. m.) a Mt. Tanigawa (1977 m n. m.) v prefektuře Gunnma zhruba ve středu ostrova Honšú, třetí je v okolí Toikanbetsu v podprefektuře Sōya na severním cípu ostrova Hokkaidó. Rostlina si vybírá nejraději zvětralé kamenité nebo písčité půdy s hadcovým podkladem,

## Popis
Je to vytrvalá, trsnatá rostlina zůstávající po mnoho let na přibližně stejném místě, její stvoly vyrůstají z plazivých šupinatých oddenků. Z hlavního sympodiálního oddenku postupně vyrůstají boční, za rok i 9 cm délky. Původně jediná rostlina je schopna v horizontu desítek let zabrat prostor 1 až 5 m v průměru. Na konci oddenků vyrůstá jednoletá lodyha která má ve spodní části přízemní růžici listů a výše na ní střídavě rostou lodyžní listy bez listů. Listy jsou jednoduché podlouhlé, čárkovitě úzké, mají celistvý okraj a prostřední žilku.
V horní části lodyhy vykvétají aktinomorfní, bělavé, oboupohlavné květy uspořádané do květenství hrozen nebo lata. V květu jsou 3 korunní a 3 kališní lístky, všechny jsou trvalé. Dále obsahuje 6 plodných tyčinek s nesrostlými nitkami a intorsními prašníky otevírající se podélnými štěrbinami. Gyneceum je složeno ze tří plodolistů, třídílný semeník obsahuje po 2 až 3 vajíčkách v jednom oddílu, pestík většinou nemá čnělku ale jen přisedlou bliznu. Květ obsahuje nektarové žlázky. Plodem je tobolka. Chromozómové číslo: 2n = 24.

## Rozmnožování
Rostliny se ve většině známých případů rozmnožují na svých stanovištích klonálně - oddenky, mohou se však rozšiřovat i semeny. Bylo prokázáno, že populace na ostrovech Honšú a Hokkaidó jsou geneticky odlišné.

## Ohrožení
Podle "Red List of Threatened Plants of Japan" (Červený seznam ohrožených rostlin Japonska) je Japonolirion osense zařazen mezi zranitelné druhy (VU).